# Maluenda
Maluenda é um município da Espanha na província de Saragoça, comunidade autónoma de Aragão. Tem 39,91 km² de área e em 2021 tinha 920 habitantes (densidade: 23,1 hab./km²).

## Demografia
| Variação demográfica do município entre 1991 e 2004 | Variação demográfica do município entre 1991 e 2004 | Variação demográfica do município entre 1991 e 2004 | Variação demográfica do município entre 1991 e 2004 |
| --------------------------------------------------- | --------------------------------------------------- | --------------------------------------------------- | --------------------------------------------------- |
| 1991                                                | 1996                                                | 2001                                                | 2004                                                |
| 1072                                                | 1031                                                | 993                                                 | 1020                                                |